# Stazione di Nørreport
La stazione di Nørreport (letteralmente "Porta Nord") è una stazione del servizio ferroviario suburbano di Copenaghen, includente anche un ordinario servizio nazionale.
È la stazione più trafficata del Paese.

## Storia
La stazione serve anche i treni della S-tog dal 1934.
Dal 2002 vi è un interscambio con l'omonima stazione della metropolitana.

## Strutture e impianti
La stazione è a 1500 metri di distanza da quella centrale.

## Interscambi
- Fermata metropolitana (Nørreport, linee M1 e M2)